# Замок Ейлен-Донан
Ейлен-Донан (шотл. гел. Eilean Donan, у перекладі «Острів Донана») — замок, розташований на скелястому острові, що у фіорді Лох-Дуйх у Шотландії. Один з найромантичніших замків Шотландії, він славиться своїм вересковим медом і цікавою історією.

## Розташування та опис замку
Ейлен-Донан розташований на маленькому острівці в місці злиття трьох фіордів — Лох-Дуйх, Лох-Лонг і Лох-Елш. Архітектура типова для шотландських замків — основу складає масивна, солідно укріплена будова, що здіймається над околицями. Не зовсім класичний донжон. Перейшовши міст, ви упираєтеся в невисоку дивного вигляду вежу. Вежа була побудована пізніше, ніж основна частина замку, у 16 сторіччі, і була орієнтована на те, щоб прикрити підхід до донжону та укріпити стіни. Мосту спочатку не було, мабуть, був брід. 

## Історія замку

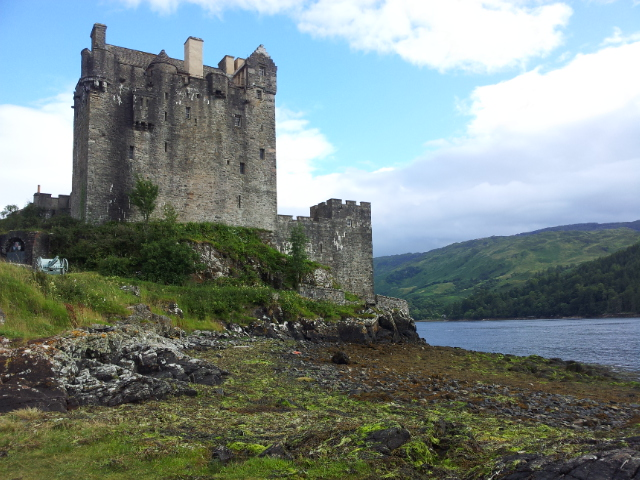
Замок Ейлен-Донан

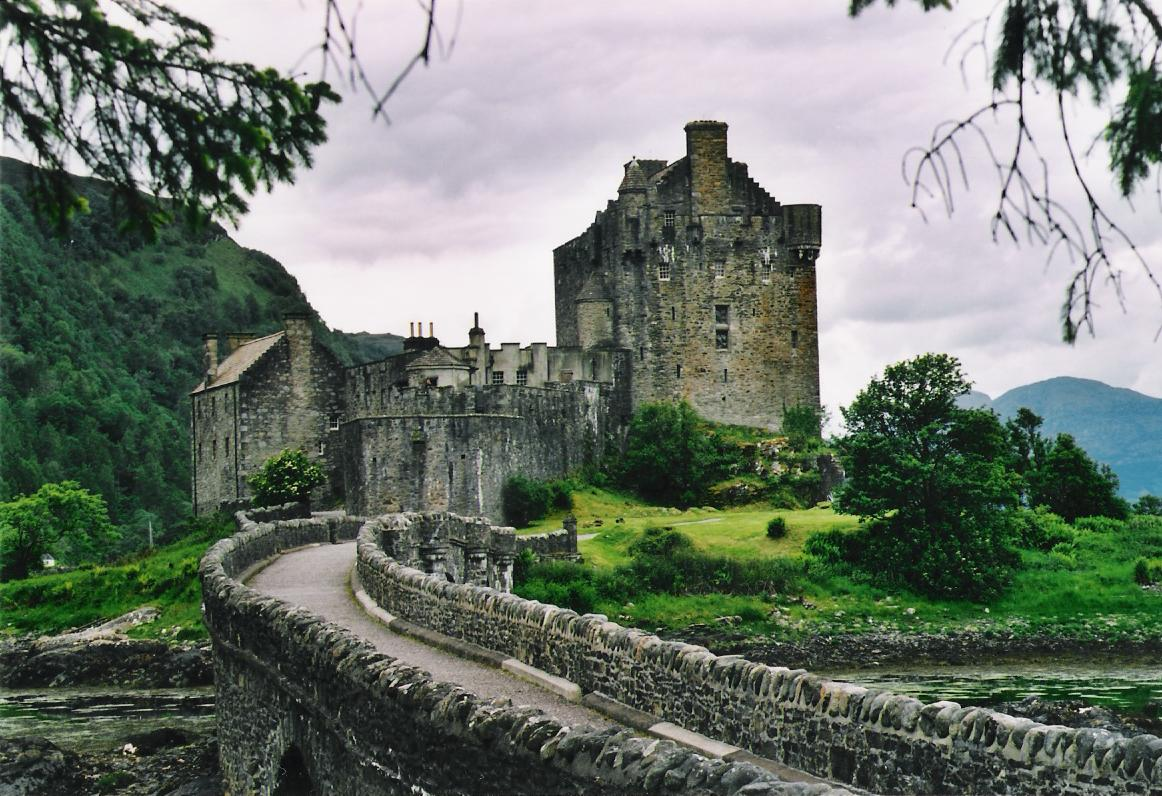
Ейлен-Донан

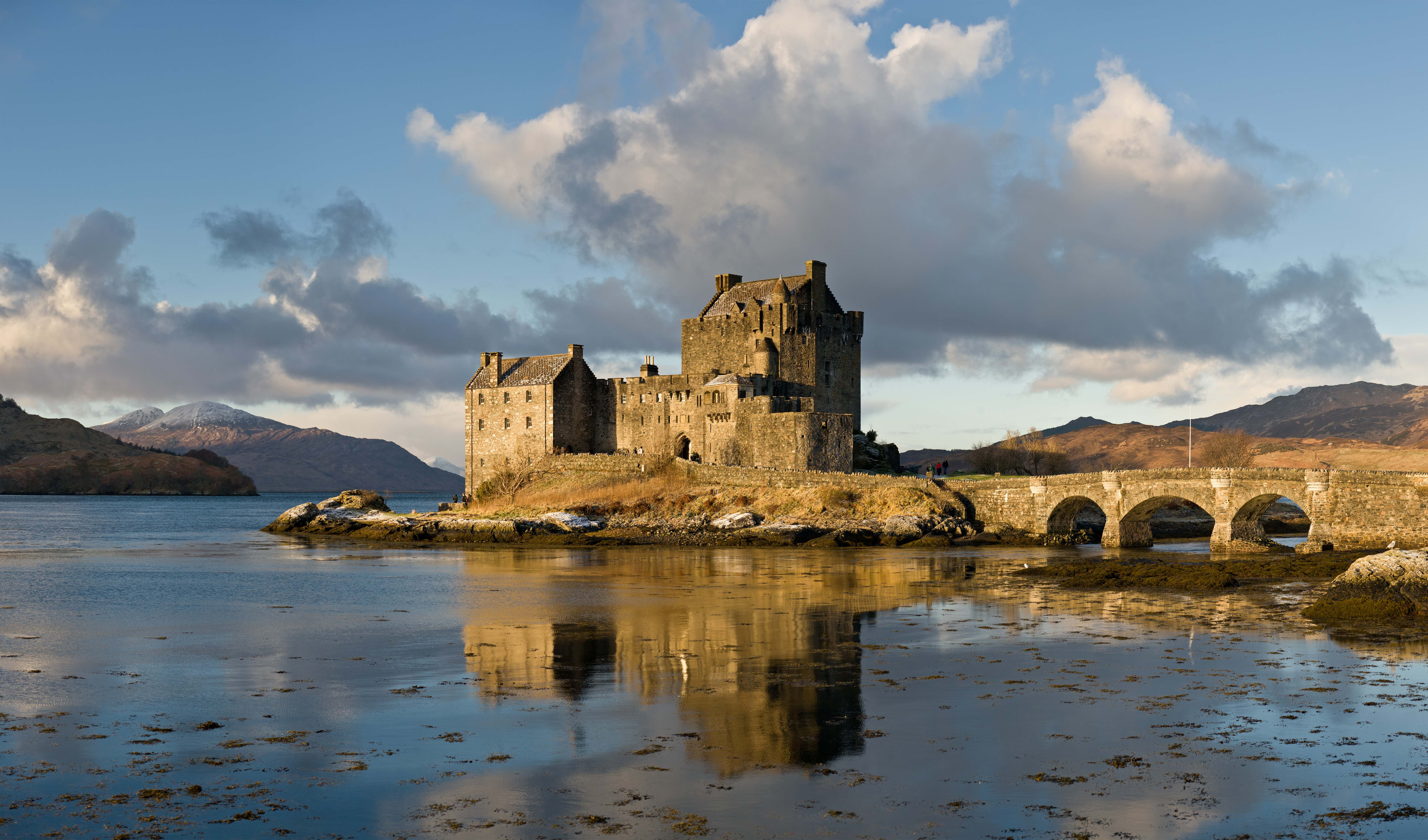
Ейлен-Донан. Вигляд з південного сходу на світанку.

Вважається, що Ейлен-Донан закладений королем Олександром II на початку XIII століття. Він побудував його як оборонної споруди для захисту від вікінгів. Приблизно в 1150-х роках від території Шотландії відокремилося самостійне Королівство Островів. У боротьбі за збереження своєї незалежності їхні королі звернулися за допомогою до Норвегії. У 1222 році, прагнучи приборкати сепаратистські настрої цього королівства, Олександр II почав рішуче діяти в Аргіллі. Виникла необхідність у надійному опорному пункті в даному регіоні. Тому були побудовані два замки: Тарберт і Ейлен-Донан. У 1248 році король Королівства Островів добровільно стало норвезьким васалом. Він зробив це для того, щоб отримати підтримку Норвегії у боротьбі з Шотландією. У 1263 шотландці розбили норвежців у битві при Ларгсі. Війська короля Королівства Островів Макдугалла не взяли участі в битві, проігнорувавши вимоги короля Норвегії. Тоді Норвегія втратила свій вплив в даному регіоні. З часом Королівства Островів було остаточно приєднано до Шотландії. 
Для нормалізації стосунків, король Олександр III влаштував шлюб своєї дочки з онуком норвезького короля Гокона IV. У 1263 році замок Ейлен-Донан був відданий у володіння Коліну Фицджеральду, котрий проявив себе у битві при Ларгсі, у цій битві був переможений норвезький король Гокон IV у результаті чого до Шотландії були приєднані Гебридські острови та острів Мен. Він був родом із знатної ірландської родини, його батько — барон Десмонд. Відважний Фіцджеральд отримав титул барона Кінтайла та заснував клан МакКензі, який надалі неодноразово допомагав королівському дому Шотландії. З цього часу Ейлен-Донан залишався найважливішою фортецею Маккензі аж до 1719 року, коли замок був зруйнований.
Саме у володіннях Кеннета МакКензі переховувався від англійців Роберт Брюс, майбутній король Шотландії. В Кінтайлі ніколи не було спокійно. У 1331 році сюди був призначений намісником племінник шотландського короля Рендольф. Він відрізнявся жорстокість під час свого управління. Біля замку Ейлен-Донана були страчені відразу півсотні злочинців, їхні голови повісили на стіни замку. 
Свої претензії на замок пред'являв граф Росс Вільям III. Його не зупиняв навіть той факт, що у 1362 році король Давид II спеціальним указом закріпив право клану МакКензі на замок Ейлен-Донан. Старання графа Росса майже здійснилися, його дочка Євфимія ледь не вийшла заміж за Мердока МакКензі. Однак цей шлюб не відбувся з якихось невідомих зараз причин. 
Історія незалежного Королівства Островів завжди залишалася в пам'яті жителів даного регіону. Тут довгий час тліло вогнище сепаратизму та бунту. У 1530 році вибухнуло повстання під проводом Дональда Горм МакДональда. Він зібрав велике військо, з яким протягом дев'яти років чинив опір уряду. У 1539 році МакДональд здійснив штурм Ейлен-Донан, в якому стояв нечисленний гарнізон урядових сил. В одному з перших же боїв за замок загинув його комендант Джон Дуб Матесон. Перемога Дональда МакДональда була дуже близька, проте доля розпорядилася інакше. Дункан МакРе взяв керівництво обороною замку на себе. Він же в битві своєю стрілою поранив у ногу МакДональда, який в запалі битви обламав кінець стріли в рані, що справило у нього втрату великої кількості крові. В результаті Дональд МакДональд помер в кроці від перемоги. Армія Королівства Островів, позбувшись свого вождя, перестала штурмувати замок. На цьому претензії нащадків Королівства Островів закінчилися. Дункан МакРе був призначений комендантом замку Ейлен-Донан. З цих пір цю посаду займали тільки члени клану МакРе. Це клан воїнів і лицарів, він також бере свій початок в Ірландії, де на сьогоднішній час є ще його представники. Клан МакРе за свою віддану службу отримав землю від клану Маккензі. МакРе ставилися до МакКензі як васал до господаря. 1623 року МакКензі отримали від короля титул графів Сіфорта. Їм належали величезні території і кілька замків. Ейлен-Донан був найбільш значущим і головним володінням цього клану. МакКензі були затятими прихильниками династії Стюартів. В ході подій 1640 року республіканці неодноразово висилали у Кінтайл цілі каральні загони, які грабували і випалювали все на своєму шляху. У цей час був убитий Дункан МакРе, проте у нього залишилися нащадки. При повстанні якобітів клан МакКензі підтримував позиції законного спадкоємця престолу. Глава цього клану боровся разом з Джорджем Кейтом (власник замку Данноттар) на боці якобітів у боях при Шерифмурі і Гленширі. З МакКензі, як васал, воював і клан МакРе. Іспанські війська, що підтримували Якова III, розташувалися у гірській Шотландії. У замку Ейлен-Донан розташувався невеликий іспанський гарнізон. Він став базою для зберігання озброєння та боєприпасів іспанців. У 1719 році у фіорд Лох-Дуйх вдалося увійти трьом англійським військовим фрегатам, які обстріляли замок Ейлен-Донан та захопили його. Іспанці були взяті в полон, а склади з боєприпасами захопили англійців. Саме вони підірвали замок, який перетворився на руїни та перебував у такому жалюгідному стані до початку ХХ століття.

## Походження назви
Назва замку походить від імені ченця-відлюдника Донана, який жив на острові в 7-му столітті. Раніше на острові, на місці де знаходиться нині замок, існував монастир, в якому жили монахи-відлюдники. За однією з версій, ці монахи, в тому числі і Донан, були спалені за указом королеви піктів, супротивниці поширення християнства на території Шотландії.  

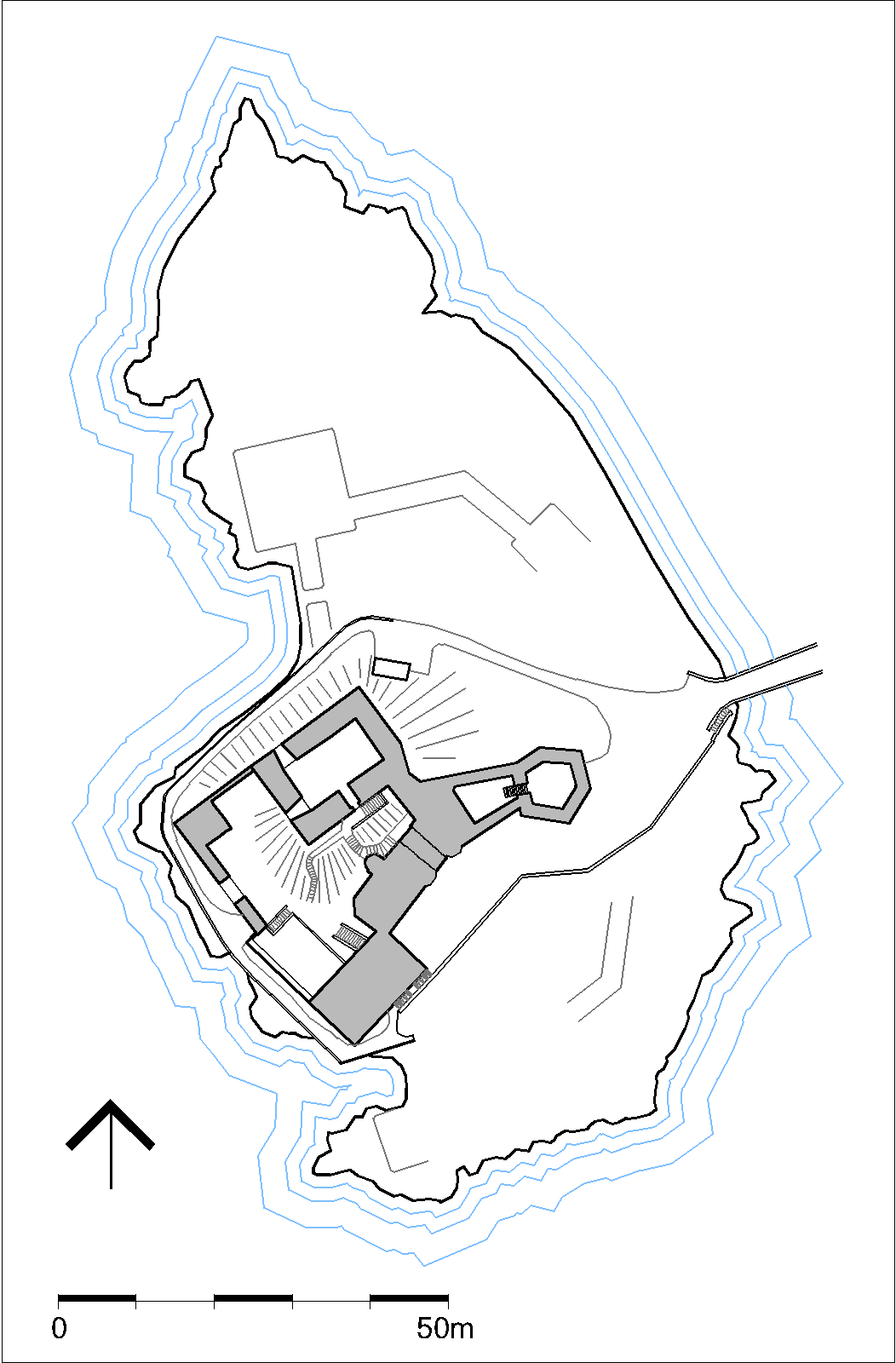
План замку після відбудови

## Сьогодення
Замок зараз знаходиться у відмінному стані. 
На початку ХХ століття, у 1911 році, Джон МакРе-Гілстрап викупив замок та почав проект реставрування і 1932 року був відновлений та відкритий для відвідування. У 1983 році клан МакРе почав займатися благодійністю. Донині представники клану МакРе живуть у шести кімнатах, відведених для них в замку. Відродившись з руїн, Ейлен-Донан на сьогоднішній день є одним з найбільш популярних замків у світі. Його відвідують безліч туристів, тут знімають фільми і проводяться різні церемоніальні дії. 

## Легенди
Це легенди про привиди Ейлен-Дону — іспанського солдата, котрий загинув у 1719 році при обстрілі замку корабельної артилерією та рідкісний привід невідомої нікому Леді Мері. Бідний іспанець бродить по замку, тримаючи свою голову в руках.

## Замок у ЗМІ та мистецтві
У замку проходили зйомки фільмів: 
- «Привид їде на Захід» (1935),
- «Господар Баллантре» (1953),
- «Горець» (1986),
- «Міо, мій Міо» (1987),
- «І цілого світу мало» (1999),
- «Золотий вік (2007),
- «Друг нареченої» (2007).

Він також з'являється на обкладинці альбому Dreamcatcher гурту Secret Garden (2000).

## Інформація для відвідувачів
Замок відкритий з 1 березня по 2 листопада, щодня з 10:00 до 18:00.

У липні і серпні замок відкривається в 09:00.

Дорослий квиток: £5.50. Для студентів і пенсіонерів - £4.50. Для дітей до 5 років вхід безкоштовний.

## Галерея

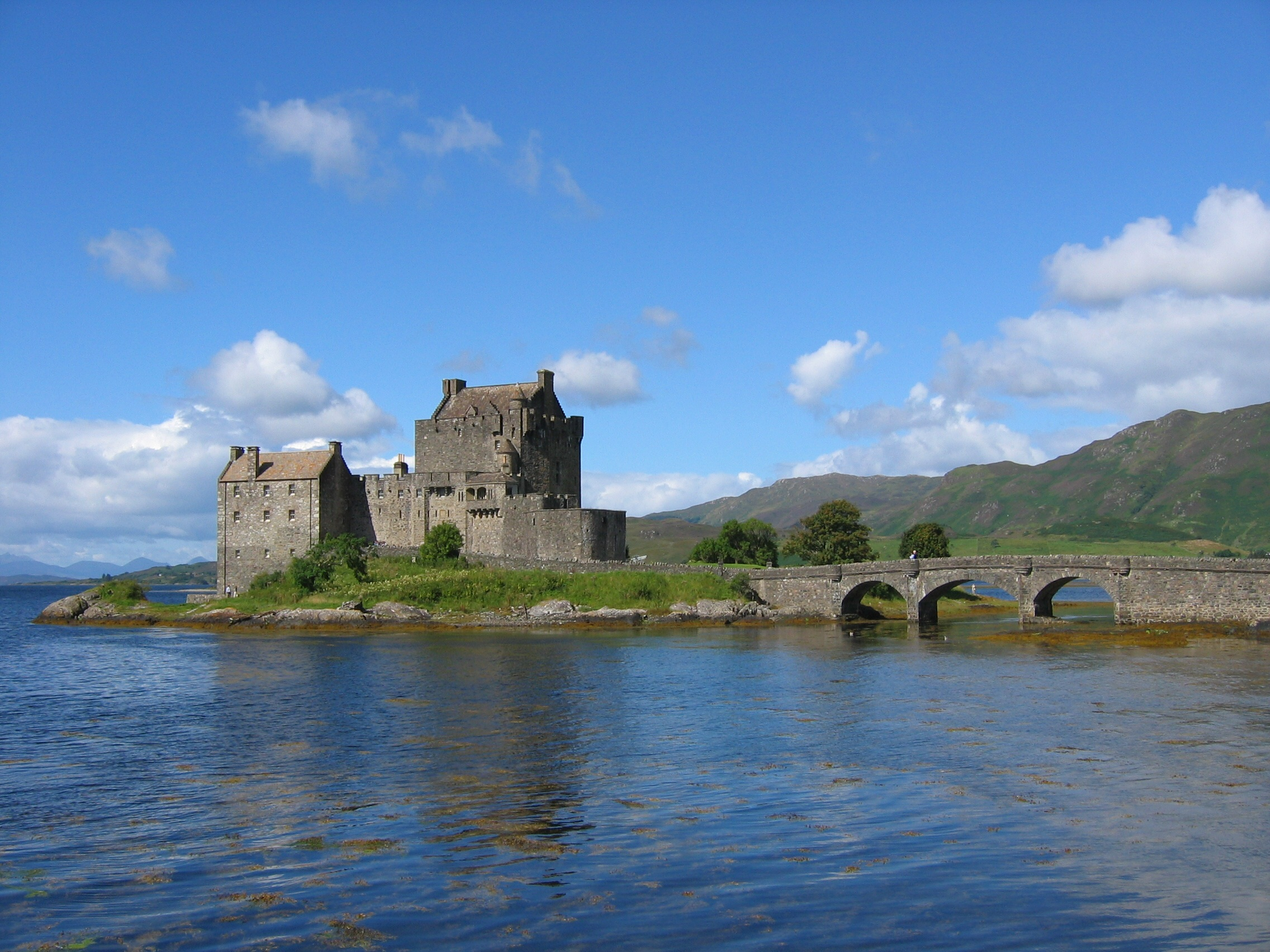
Ейлен-Донан
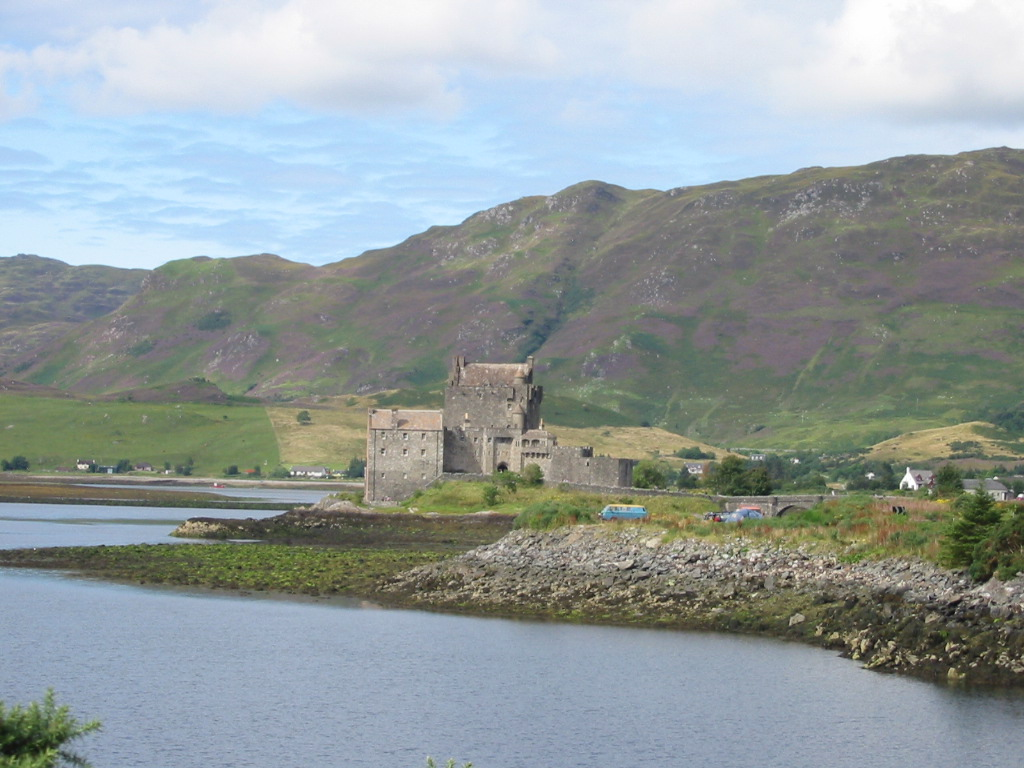
Ейлен-Донан і деякі околиці
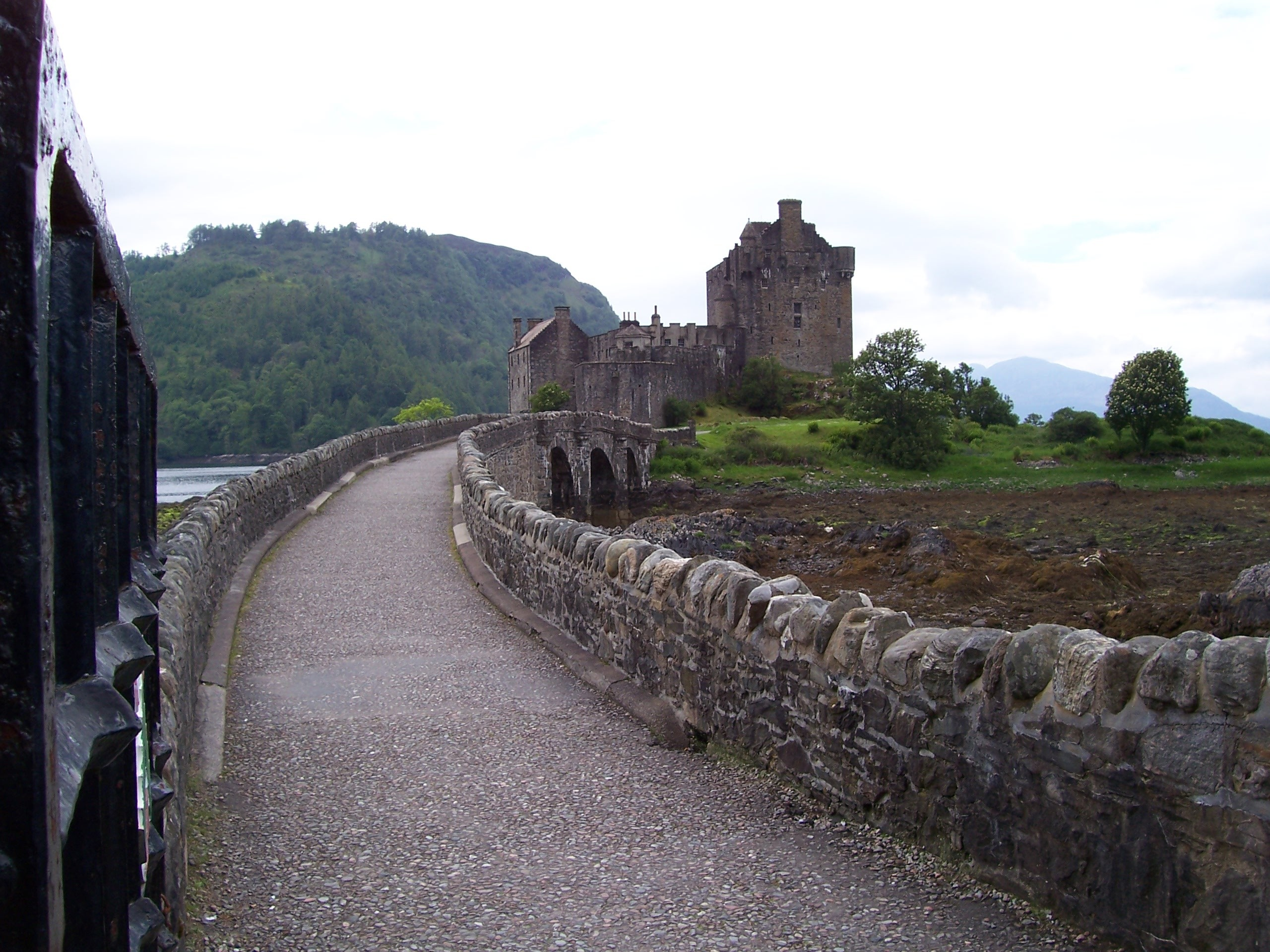
Міст замку Ейлен-Донан
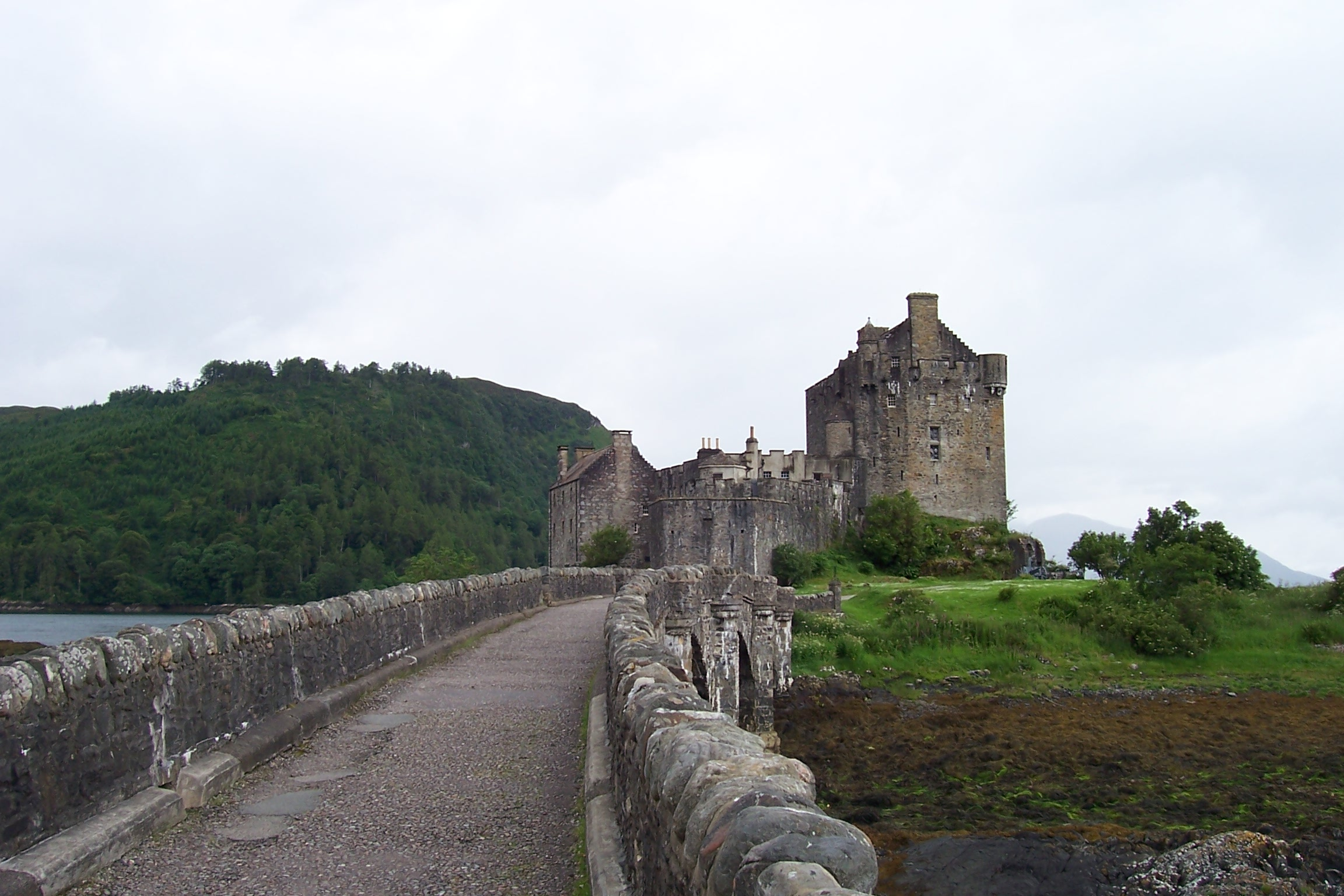
Дивлячись на міст до замку
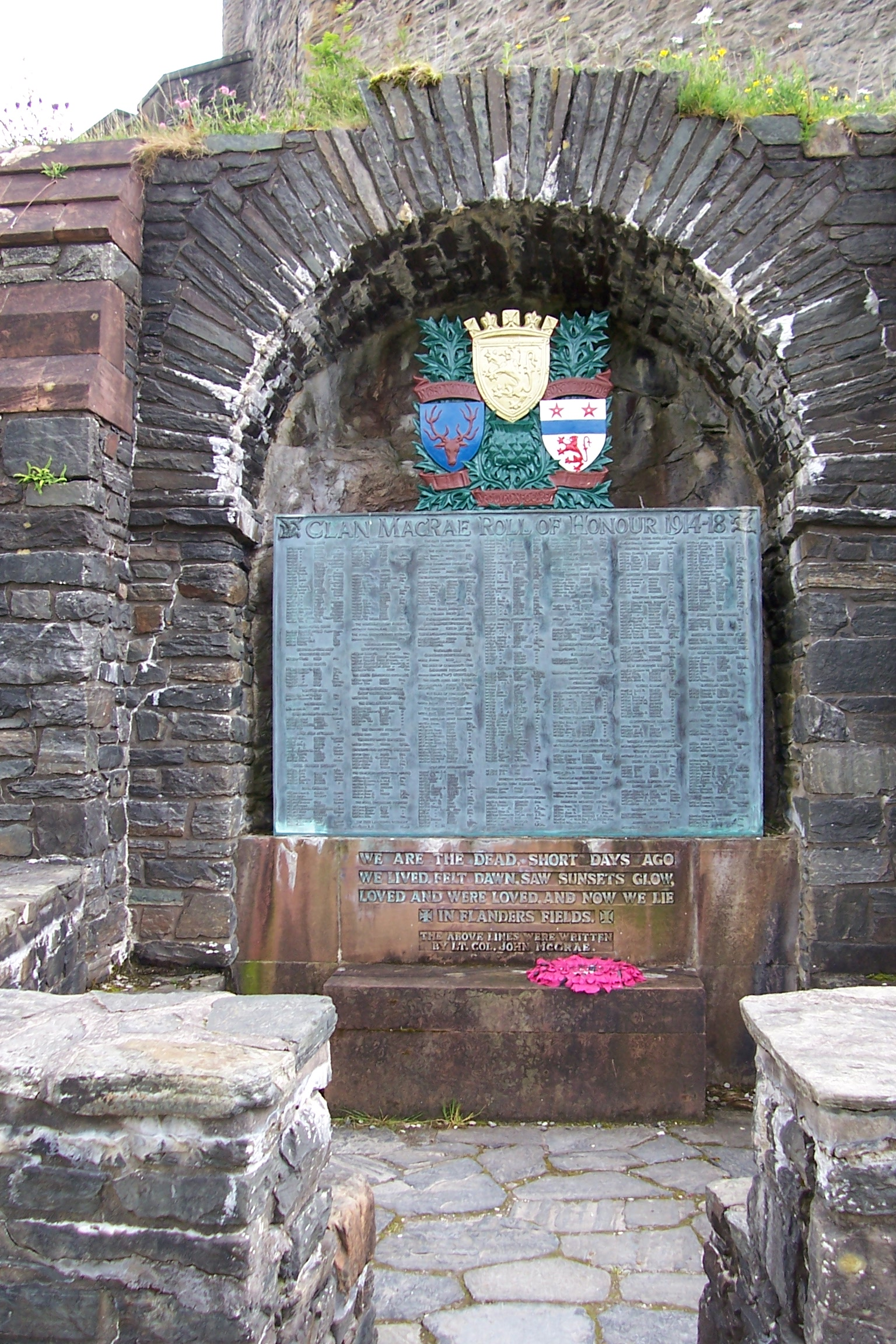
Дошка пошани Клану Мак-Крі
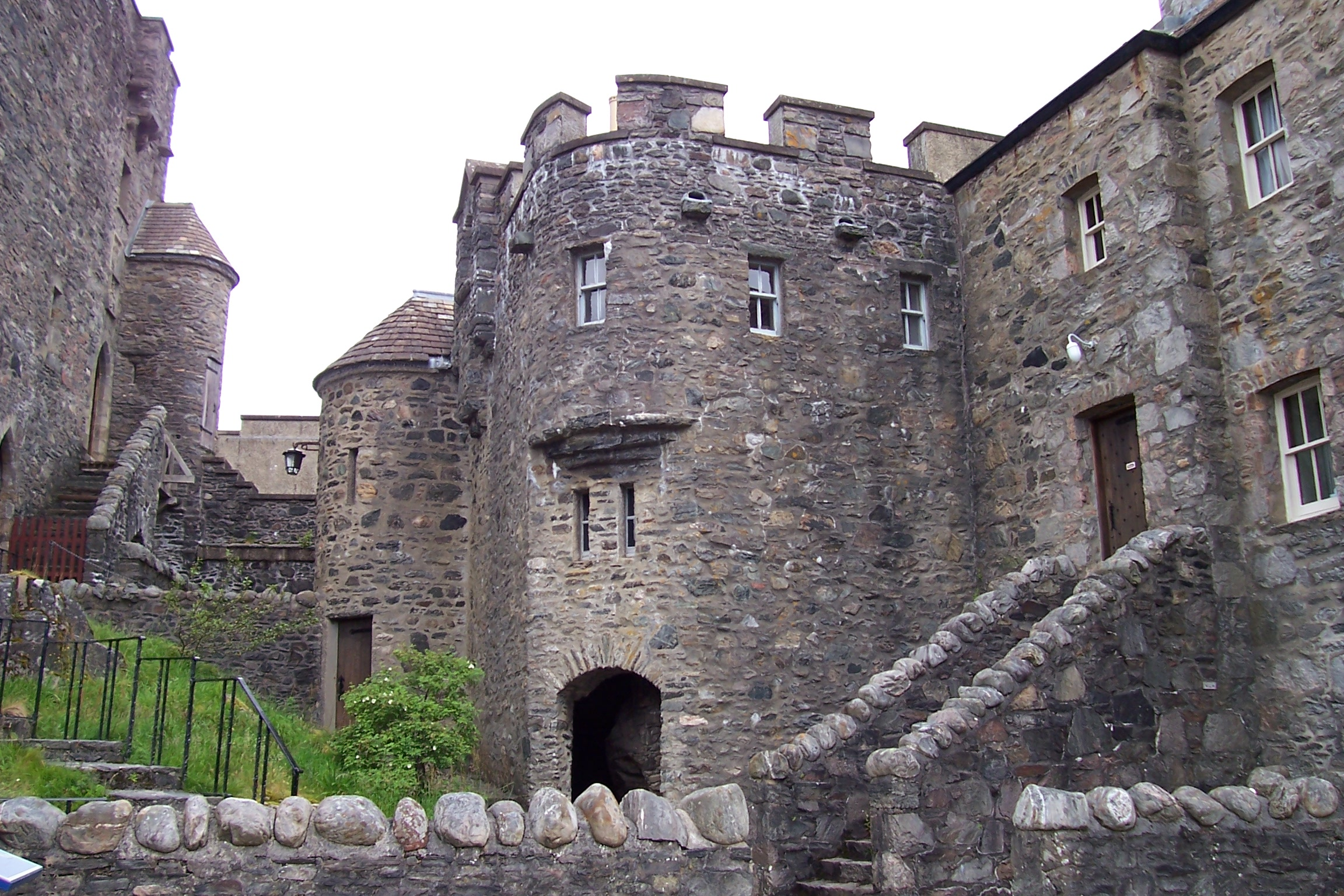
Вид з середини
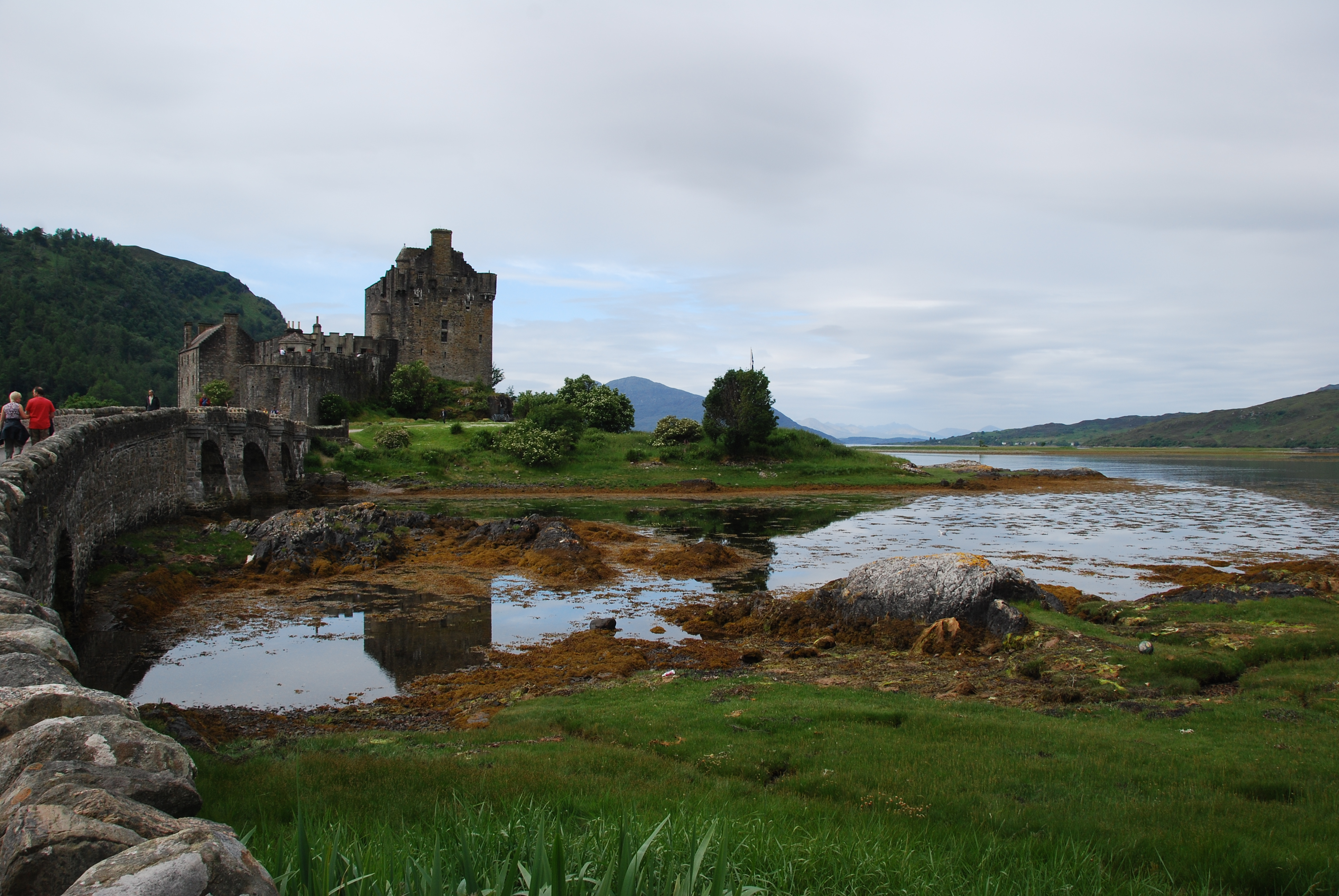
Замок Ейлен-Донан, червень 2010
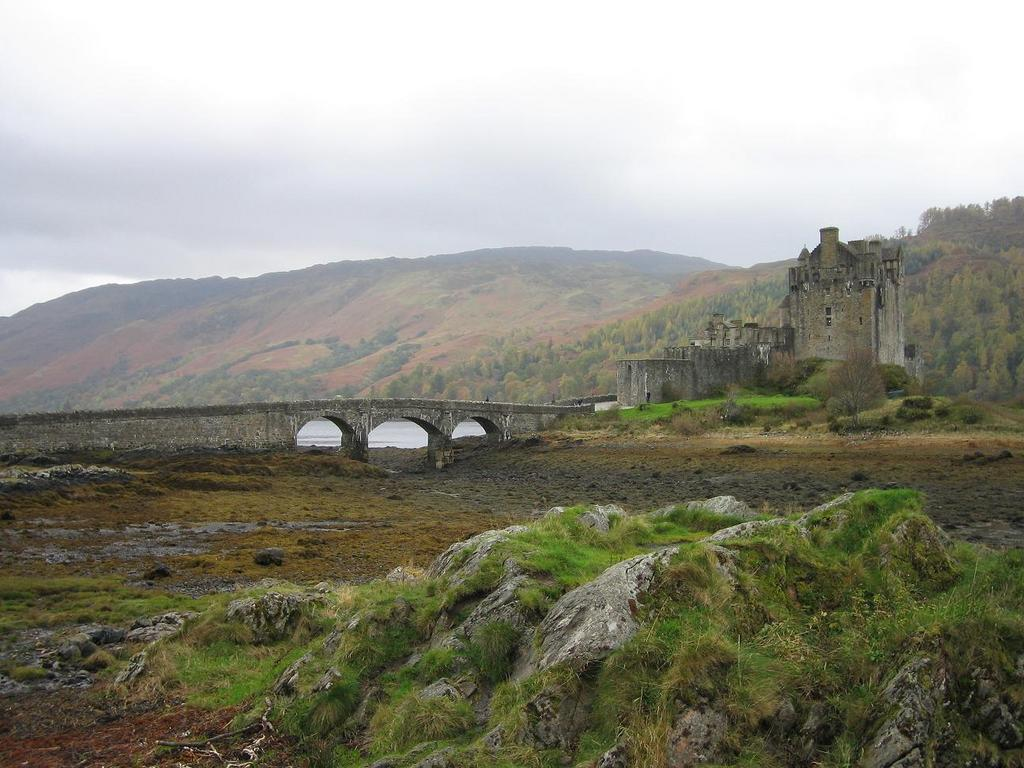
Замок Ейлен-Донан.